# Natalia Golts
Natalia Yúrievna Golts –en ruso, Наталья Юрьевна Гольц– (Monchegorsk, 22 de agosto de 1985) es una deportista rusa que compite en lucha libre. Ganó 6 medallas en el Campeonato Mundial de Lucha entre los años 2002 y 2014, y 6 medallas en el Campeonato Europeo de Lucha entre los años 2003 y 2010.
Participó en los Juegos Olímpicos de Pekín 2008, ocupando el octavo lugar en la categoría de 55 kg.

## Palmarés internacional
| Campeonato Mundial | Campeonato Mundial          | Campeonato Mundial | Campeonato Mundial |
| Año                | Lugar                       | Medalla            | Categoría          |
| ------------------ | --------------------------- | ------------------ | ------------------ |
| 2002               | Calcis (Grecia)             | Medalla de bronce  | 51 kg              |
| 2003               | Nueva York (Estados Unidos) | Medalla de bronce  | 55 kg              |
| 2005               | Budapest (Hungría)          | Medalla de bronce  | 55 kg              |
| 2007               | Bakú (Azerbaiyán)           | Medalla de bronce  | 55 kg              |
| 2008               | Tokio (Japón)               | Medalla de plata   | 59 kg              |
| 2014               | Taskent (Uzbekistán)        | Medalla de bronce  | 60 kg              |
| Campeonato Europeo |                             |                    |                    |
| Año                | Lugar                       | Medalla            | Categoría          |
| 2003               | Riga (Letonia)              | Medalla de oro     | 55 kg              |
| 2005               | Varna (Bulgaria)            | Medalla de oro     | 55 kg              |
| 2006               | Moscú (Rusia)               | Medalla de oro     | 55 kg              |
| 2007               | Sofía (Bulgaria)            | Medalla de oro     | 55 kg              |
| 2008               | Tampere (Finlandia)         | Medalla de oro     | 55 kg              |
| 2010               | Bakú (Azerbaiyán)           | Medalla de plata   | 55 kg              |